# Горан Станковић
Горан Станковић (Лесковац, 3. септембар 1962) је српски кардиолог, академик и редовни члан Одељења медицинских наука Српске академије наука и уметности од 4. новембра 2021.

## Биографија
Докторирао је на Медицинском факултету Универзитета у Београду 2007. године. Радио је као ванредни професор на Медицинском факултет Универзитета у Београду, као директор Клинике за кардиологију Клиничког центра Србије и као специјалиста интерне медицине и субспецијалиста кардиолог. Уредник је Journal of American College of Cardiology и Eurointervention. Члан је Одбора за кардиоваскуларну патологију, Српског лекарског друштва, Удружења кардиолога Србије, Европског удружења кардиолога, Америчког колеџа кардиолога, Европске асоцијације за перкутане кардиоваскуларне интервенције, председник је Европског бифуркационог клуба од 2014. и редовни је члан Одељења медицинских наука Српске академије наука и уметности од 4. новембра 2021.
Добитник је награде Универзитета у Београду 1987, Октобарске награде за стваралаштво младих 1988, награде „Александар Д. Поповић” за најбољи научни рад из области кардиоваскуларне медицине 2000, годишње награде Америчког колеџа кардиолога за научно-истраживачки рад 2009. и награде „Андреас Гринциг” за допринос развоју интервентне кардиологије 2015. године. Награђен наградом Медицинског факултета у Београду за научни допринос за школску 2018/2019. и наградом Српског лекарског друштва за научно-истраживачки рад за 2020. годину.
Од 2016. године организује међународни кардиолошки конгрес ”СИНЕРГИЈА” посвећен презентацији најновијих достигнућа из домена лечења кардиоваскуларних обољења и дискусији важећих Европских препорука у светлу локалне имплементације.